# Wülfrather Kalkgebiet
Das Wülfrather Kalkgebiet ist eine kleinteilige Naturräumliche Einheit mit der Ordnungsnummer 3371.17 auf dem Gebiet der bergischen Stadt Wülfrath.
Die schmale, auf 200 m Höhe gelegene, lössbedeckte Senke besteht aus hellen, stark gefalteten, dickbankigen bis massigen oberdevonischen Massenkalken (Dorper Kalk, Iberger Kalk). Die in dem Kalkgebiet aufgefalteten Kalkrücken heißen Wülfrather Sattel, Rodenhauser Sattel und Rützkauser Sattel. Die Senke liegt in der Westabdachung des Velberter Höhenrückens (Ordnungsnummer 3371.10) und wird im Norden, Osten und Süden von deutlich größeren Höhen umgeben. Nur im Westen ist der Übergang zu den Mettmanner Lößterrassen (Ordnungsnummer 3371.00) kaum merklich.
Die Lössböden liegen auf einer stark verkarsteten Oberfläche, in der zahlreiche, mit miozänischen Sanden gefüllte Dolinen und tiefe Karren zu finden sind. Trockentäler im Inneren und Bachschwinden an den Rändern charakterisieren zusätzlich den Naturraum.
In dem Wülfrather Kalkgebiet liegt der Ortskern der Stadt Wülfrath, der von zahlreichen großflächigen, hauptsächlich von der Firma Rheinkalk aktiv bewirtschafteten oder bereits aufgegebenen Kalksteinbrüchen (Steinbruch bei Schlupkothen, Bochumer Bruch, Grube Emanuel, Grube Fortuna, Steinbruch Rohdenhaus, Steinbruch Prangenhaus) umgeben ist. Der industrielle Kalkabbau in Tagebauen ist der bedeutendste Wirtschaftszweig in Wülfrath, das Rheinkalk-Werk Flandersbach mit dem Steinbruch Rohdenhaus gilt als größtes Europas.